# Ядавы (династия)

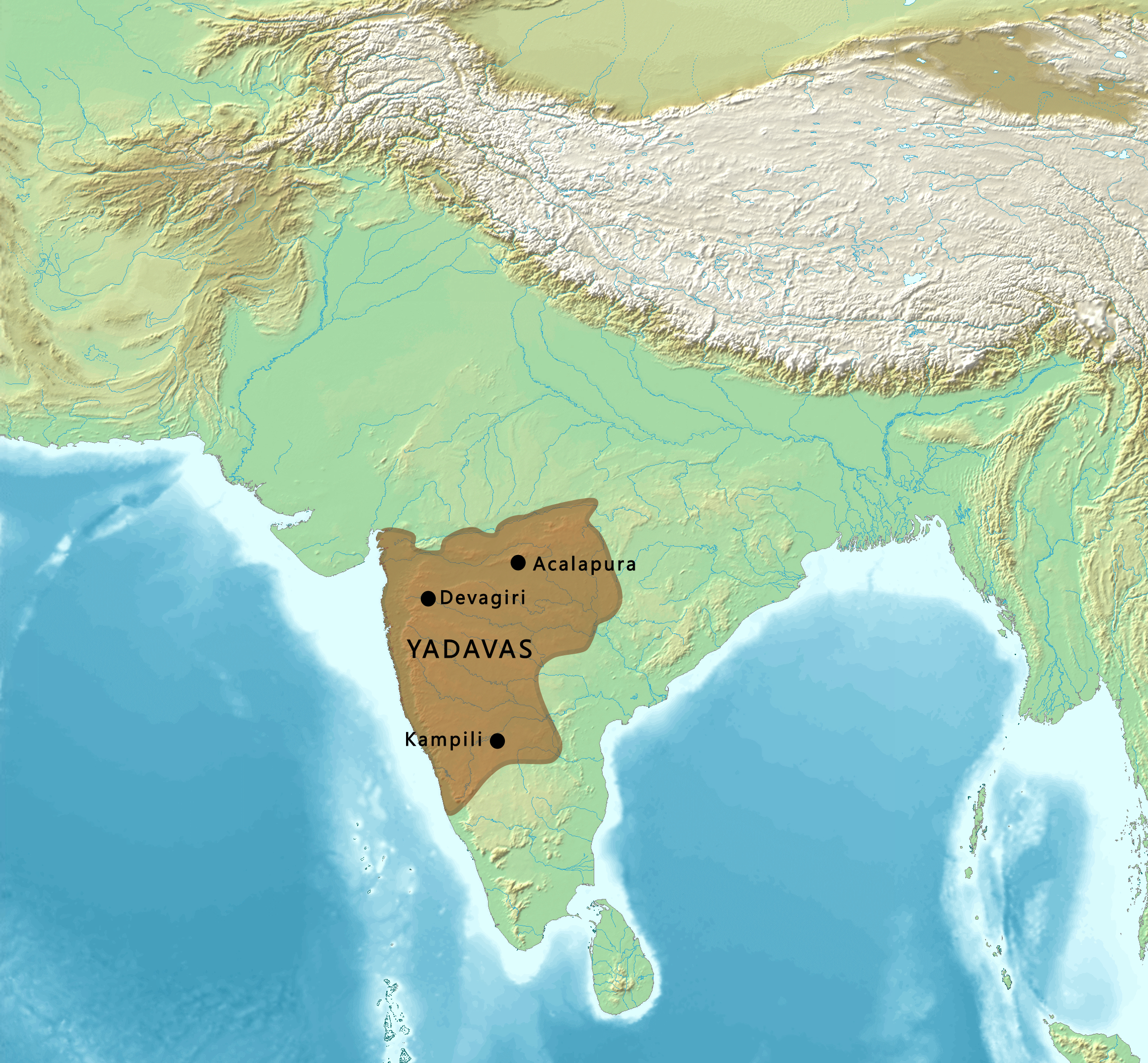
Империя Ядавов в XIII веке

Яда́вы (маратхи देवगिरीचे यादव, канн. ಸೇವುಣರು) — раджпутская династия (850—1334). Ранние Ядавы были вассалами Раштракутов и Западных Чалукья. После падения последних обрели независимость. Владения Ядавов со столицей в Девагири располагались на территории современных штатов Махараштра и Мадхья-Прадеш. Официальное название государства Сеунадеша. Их соседями с востока были Какатьи, с юга — Хойсалы.

## Династия Ядавов
- Дридхапрахара, сын Субаху, раджа Сеунадеши 825—860, махараджа Сеунадеши 860—870
- Сеуначандра I, сын Дридхапрахары, махараджа Сеунадеши 870—900
- Дхадияппа I, сын Сеуначандры I, махараджа Сеунадеши 900—920
- Бхиллама I, сын Дхадияппы I, махараджа Сеунадеши 920—935
- Раджаги, сын Бхилламы I, махараджа Сеунадеши 935—950
- Вадуги I, сын Раджаги, махараджа Сеунадеши 950—970
- Дхадияппа II, сын Вадуги I, махараджа Сеунадеши 970—985
- Бхиллама II, сын Вадуги I, махараджа Сеунадеши 985—1005
- Весуги I, сын Бхилламы II, махараджа Сеунадеши 1005—1025
- Бхиллама III, сын Весуги I, махараджа Сеунадеши 1025—1040
- Вадуги II, сын Бхилламы III, махараджа Сеунадеши 1040—1045
- Весуги II, махараджа Сеунадеши 1045
- Бхиллама IV, махараджа Сеунадеши 1045—1060
- Сеуначандра II, махараджа Сеунадеши 1060—1085
- Парамадэва, сын Сеуначандры II, махараджа Сеунадеши 1085—1105
- Сингхана I, сын Сеуначандры II, махараджа Сеунадеши 1105—1145
- Маллугидэва, сын Сингханы I, махараджа Сеунадеши 1145—1160
- Амарагангея, сын Маллугидэвы, махараджа Сеунадеши 1160—
- Говиндараджа, сын Амарагангеи, махараджа Сеунадеши
- Амара Маллуги, сын Амарагангеи, махараджа Сеунадеши
- Калия Баллала, сын Амара Маллуги, махараджа Сеунадеши —1175
- Бхиллама V, сын Маллуги, сына Маллугидэвы, махараджа Сеунадеши 1175—1187, махараджадхираджа Сеунадеши 1187—1191
- Джайтрапала, сын Бхилламы V, махараджадхираджа Сеунадеши 1191—1210
- Сингхана II, сын Джайтрапалы, махараджадхираджа Сеунадеши 1210—1247
- Кришна, внук Сингханы II, махараджадхираджа Сеунадеши 1247—1261
- Махадэва, внук Сингханы II, махараджадхираджа Сеунадеши 1261—1270
- Аммана, сын Махадэвы, махараджадхираджа Сеунадеши 1270—1271
- Рамачандра, сын Кришны, махараджадхираджа Сеунадеши 1271—1310
- Шанкараганадэва, сын Рамачандры, махараджадхираджа Сеунадеши 1310—1313

- Харапала — до ок. 1318

Ок. 1317 государство завоевано Делийским султанатом.